# Championnat d'Europe de football australien
Le Championnat d'Europe de football australien (en anglais : AFL Europe Championships) est la plus importante compétition masculine et féminine européenne de football australien entre nations. Créé en 2010, il est organisé par l'AFL Europe tous les trois ans. Contrairement à l'EU Cup qui se déroule tous les ans et qui se joue à 9, le Championnat d'Europe se joue à 18, tel qui est joué en Australie.
La 5e édition, dernière compétition en date, a eu lieu du 5 octobre au 5 octobre 2022 à Zagreb en Croatie, et a été remportée respectivement par l'équipe masculine et féminine d'Irlande pour la première fois.

## Histoire
L'édition inaugurale est organisée par l'AFL Europe, du 1er au 7 aout 2010 à Copenhague au Danemark et en Scanie en Suède. La première édition voit rentrer en compétition les huit plus grandes nations européennes du football australien: l'Allemagne, la Croatie, le Danemark, la Finlande, l'Irlande, l'Islande, le Royaume-Uni et la Suède. L'équipe d'Irlande s'impose en finale face au Danemark 11.2 (68) à 8.3 (51).
La deuxième édition se déroule du 3 août au 10 août 2013 à Dublin en Irlande, à l'occasion du Gathering, manifestation annuelle rassemblant l'ensemble de la diaspora irlandaise venue retrouver ses racines et sa famille en Irlande. Cependant, seules l'Islande et la Finlande sont les deux équipes manquant à l'appel. Pour leur deuxième finale consécutive, les Irlandais battent sur le fil l'équipe d'Angleterre 7.3 (45) à 6.8 (44) . L'édition de 2016, voit apparaître une compétition féminine avec 3 équipes présentes: l'Europe, l'Irlande et le Royaume-Uni. Cette dernière remporte la première édition féminine face aux Irlandaises (1.2 (8) - 0.2 (2)).

## Statistiques et records

### Palmarès

#### Homme
| 2010 | Copenhague, Danemark Scanie, Suède | Irlande     | 11.2 (68) - 8.3 (51)  | Danemark    | Suède       |                       | Royaume-Uni |
| 2013 | Dublin, Irlande                    | Irlande     | 7.3 (45) - 6.8 (44)   | Royaume-Uni | Danemark    |                       | Suède       |
| 2016 | Londres, Angleterre                | Royaume-Uni | 7.9 (51) - 4.5 (29)   | Irlande     | Allemagne   | 4.6 (30) - 4.5 (29)   | Suède       |
| 2019 | Londres, Angleterre                | Royaume-Uni | 7.7 (48) - 2.2 (14)   | Danemark    | Irlande     |                       | Croatie     |
| 2022 | Zagreb, Croatie                    | Irlande     | 10.10 (70) - 7.3 (45) | France      | Royaume-Uni | 13.12 (90) - 5.3 (33) | Croatie     |

#### Femme
| 2016 | Londres, Angleterre | Royaume-Uni | 1.2 (8) - 0.2 (2) | Irlande     | Europe    | Aucun |         |
| 2019 | Londres, Angleterre |             | -                 |             |           | -     |         |
| 2022 | Zagreb, Croatie     | Irlande     |                   | Royaume-Uni | Allemagne |       | Croatie |

### Performance

#### Homme
| Équipe      | 2010 | 2013 | 2016 | 2019 | 2022 | 2025 |
| ----------- | ---- | ---- | ---- | ---- | ---- | ---- |
| Allemagne   | 7    | 6    | 3    | 6    | 5    |      |
| Croatie     | 5    | 5    | -    | 4    | 4    |      |
| Danemark    | 2    | 3    | -    | 2    | -    |      |
| Finlande    | 8    | -    | -    | -    | -    |      |
| France      | -    | -    | -    | 5    | 2    |      |
| Irlande     | 1    | 1    | 2    | 3    | 1    |      |
| Islande     | 6    | -    | -    | -    | -    |      |
| Royaume-Uni | 3    | 2    | 1    | 1    | 3    |      |
| Suède       | 3    | 4    | 4    | -    | -    |      |

#### Femme
| Équipe      | 2016 | 2019 | 2022 |
| ----------- | ---- | ---- | ---- |
| Allemagne   | -    |      | 3    |
| Croatie     | -    | -    | 4    |
| Europe      | 3    | -    | 5    |
| Irlande     | 2    |      | 1    |
| Royaume-Uni | 1    |      | 2    |